# Haileybury Comets

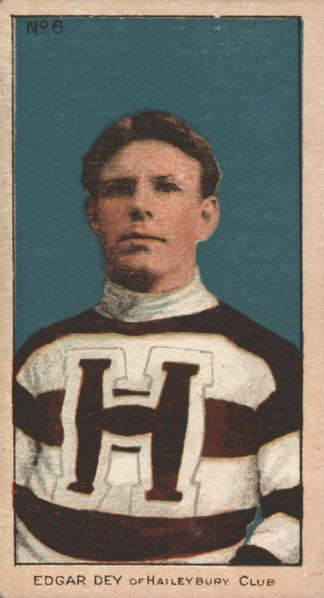
Haileybury Comets Edgar Dey.

Timiskamings läge i Ontario.

Haileybury Comets,  även kallat Haileybury Hockey Club, var ett kanadensiskt professionellt ishockeylag från Haileybury i Timiskaming, Ontario, som var aktivt i National Hockey Association säsongen 1910.

## Historia
Haileybury Comets grundades 1906 och spelade i Timiskaming Professional Hockey League, TPHL, åren 1907–1909 samt 1911. Laget ägdes av gruvmagnaten J. Ambrose O'Brien och var 1910 med och startade upp den nya ligan NHA. Det blev dock endast en säsong i NHA för Haileybury Comets. Laget slutade på femte plats i ligan under 1910 års säsong med fyra vinster och åtta förluster på tolv matcher för sammanlagt åtta poäng och med 77 gjorda och 83 insläppta mål.
Den berömde spelaren och tränaren Art Ross var en av spelarna som representerade Comets under 1910 års NHA-säsong och han gjorde sex mål på tolv matcher för klubben.
Säsongen 1910–11 var Haileybury Comets tillbaka i TPHL och var verksamma där samt i efterföljande Timiskaming Senior Hockey League fram till och med 1915.